# نیکول فریدنی
نیکول تادئوسی فریدنی (ارمنی: Նիկոլ Թադևոսի Ֆարիդանի زاده ۲۵ ژانویه ۱۹۳۶ – درگذشته ۶ فوریه ۲۰۰۸) عکاس و طبیعت‌نگار مشهور ارمنی‌تبار اهل ایران بود. وی پدر عکاسی نوین و سلطان عکاسی طبیعت ایران لقب گرفته است.

## زندگی‌نامه
نیکول فریدنی در ۲۵ ژانویه ۱۹۳۶  (۴ بهمن ۱۳۱۴) در شیراز به دنیا آمد و در دو سالگی به همراه خانواده به اصفهان نقل مکان می‌کنند. دورهٔ دبستان را در مدرسهٔ شاه عباس واقع در محله جلفا گذرانده و سپس با خانواده به تهران آمدند از ۱۴ سالگی دوربین دست گرفت و عکاسی کرد و دست روزگار او را در سن ۱۴ سالگی به کرمان کشاند؛ جایی که قرار بود استعداد عکاسی او آنجا شکوفا شود.
خودش ماجرای زندگی‌اش را این‌گونه تعریف می‌کند؛ پدر من در طرح معروف «ترومن» شاغل بود و شخصی به نام «حسین شریفی» هم متصدی عکاسی «اصل چهار» بود. او گاهی از من می‌خواست در خشک‌کردن عکس‌ها کمکش کنم.
در آن چهاردیواری تاریک، تمام عشق و علاقه من به عکاسی زاده شد. پس از مدتی با اصرار از حسین آقا خواستم اجازه دهد تا عکاسی کنم. ابتدا مخالفت کرد و گفت: «تو عکاسی بلد نیستی». راست می‌گفت بلد نبودم اما قول دادم زود یاد بگیرم.
او هم سرانجام یک دستگاه دوربین «زایسی ایکون ۶×۶» و یک حلقه فیلم «ارتوکروماتیک گورت» به من داد و من که می‌خواستم از ابرهای درهم پیچیده در زمینه آسمان آبی عکس بگیرم، روی لنز دوربین فیلتر قرمز گذاشتم؛ غافل از اینکه فیلم ارتوکروماتیک در مقابل نور قرمز حساسیت ندارد و در نتیجه کل فیلم‌ها خراب از آب درآمد.
پدرم وقتی علاقه مرا به عکاسی دید، یک دوربین ۳۵ میلی‌متری آرگوس برایم خرید؛ بعدتر هم یک نیکون اس-۲. شب و روزم شده بود عکاسی؛ با چند تا از دوستان‌ام، سوار دوچرخه می‌شدیم و رکاب‌زنان فاصله ۶ فرسنگی کرمان – ماهان را طی می‌کردیم. بعد از ظهر خسته و خاک‌آلود به تاریکخانه (عکاسی) کوچکم می‌رفتم و فیلم‌ها را ظاهر می‌کردم. آن تاریکخانه را با خون دل از مقوای ضخیم درست کرده بودم و چند تشک و یک تانک ظهور کوچک و یک دستگاه آگراندیسور هم برایش تهیه کرده بودم.
همان ابتدای کار یکی از دوستان پدرم به نام سمبات در کیورغیان به دیدار ما آمد؛ عکس‌های مرا که به در و دیوار آویزان کرده بودم دید و از عکاس آنها سؤال کرد. وقتی پدر گفت آنها را من گرفته‌ام، سمبات سفارش کرد که موضوع را سرسری نگیرد و روی من سرمایه‌گذاری کند. این موضوع را مرحوم سهرابی – عکاس زرتشتی (دهه ۱۳۳۰) - هم به پدرم گفته بود. او در آن سال‌ها در خیابان شاپور (شریعتی فعلی) مغازه داشت.
هر وقت برای انجام بعضی کارها به او مراجعه می‌کردم، سفارش می‌کرد که عکاسی را جدی بگیرم.
سفارش اطرافیان باعث شد که پدرم ۲ حلقه فیلم رنگی نگاتیو رنگی آگفا از مؤسسه آگفا در تهران – که تازه کارِ رنگی را آغاز کرده بود – بیاورد و من با وسواس، آنها را از آثار و طبیعت کرمان و اطراف آن پر کردم. بعد آنها را به فرودگاه بردم و به افسری که با هواپیمای نظامی به تهران می‌رفت دادم و گفتم بی‌زحمت آنها را به فروشگاه آگفا در چهارراه استانبول برسانید.
بعد از مدتی، یک روز به دفتر پدرم در «اصل چهار» رفتم و عکس رنگی امامزاده دهستان (اختیارآباد، ۱۸ کیلومتری کرمان) را روی میزش دیدم؛ گفتم «این عکس را من گرفته‌ام». گفت نه، این عکس را یک آمریکایی گرفته و به من داده که روی میزم بگذارم. گفتم مطمئنم این عکس را من گرفته‌ام؛ این دوربین من است، از همین زاویه، همین موقع روز خودم با دوچرخه رفته بودم!

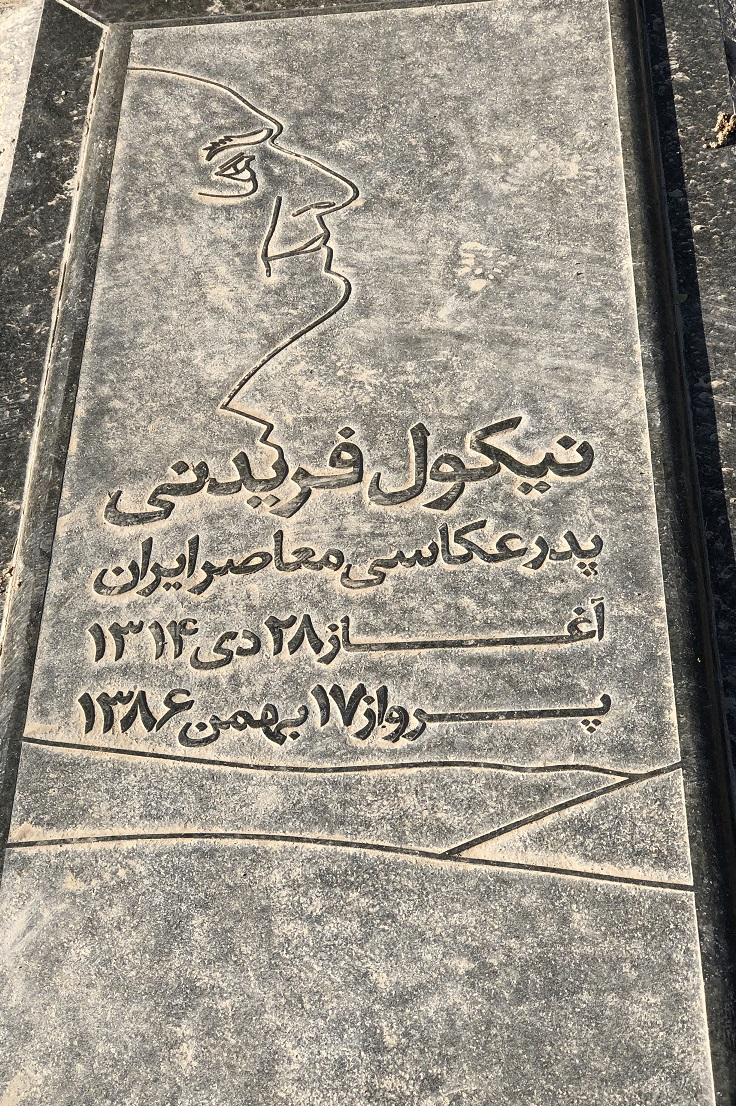
قبر فریدنی در قطعه هنرمندان بهشت زهرا

بالاخره پدرم کشوی میزش را باز کرد و تمام عکس‌هایی که من گرفته بودم و چاپ شده بود را بیرون آورد و به من داد. با ولع آنها را نگاه کردم، به خانه رفتم و آنها را به مادرم نشان دادم. روز بعد هم عکس‌ها را به دبیرستان بردم و به مدیر دبیرستان نشان دادم، او هم دستور داد که آنها را روی پانل زیر ویترین تابلوی اعلانات مدرسه بگذارند. آن روز بهترین روز عمرم بود. بچه‌ها برای دیدن عکس‌ها از سر و کول هم بالا می‌رفتند و این نقطه شروع کار عکاسی من بود.
بیشتر عکس‌های او با دوربین قطع متوسط گرفته شده است. با اینکه در سال‌های آخر عمرش تکنولوژی دیجیتال به بازار آمده بود ولی وی ترجیح می‌داد به صورت آنالوگ عکاسی کند.

## درگذشت
نیکول فریدنی، در ۶ فوریه ۲۰۰۸ (۱۷ بهمن ۱۳۸۶) درگذشت و پیکر وی در قطعه هنرمندان بهشت زهرا تهران به خاک سپرده شد.

## جوایز و افتخارات
- جایزه اول عکاسی از کشور سوئد

## نمونه آثار
از آثار وی مجموعه عکس‌های مناظر طبیعی ایران در کتابی با عنوان «مناظر طبیعی ایران» و هم چنین مجموعه عکسهای بناهای دیدنی شهر یزد در کتابی مجزا چاپ شده است.